# 1261

## Esdeveniments
- 7 d'abril - València: Jaume I jura els furs de València davant de les Corts Valencianes reunides per primera vegada.
- El papa prohibeix el moviment dels flagel·lants.[1]
- Els habitants de Groenlàndia accepten el rei de Noruega com a sobirà

## Naixements
Països Catalans

Resta del món
- Bolonya: Bettisia Gozzadini, jurista que impartí classes a la Universitat de Bolonya (n. 1209).[2]
- Vladímir: Daniel I de Moscou (m. 1303).